# Happy End (álbum)
Happy End é o décimo sexto álbum da dupla sertaneja brasileira Rick & Renner lançado em 2010. Foi o último álbum lançado pela dupla antes da primeira separação que ocorreu no final do mesmo ano. O álbum conta com a participação de Frejat na música que dá nome ao álbum.

## Faixas
1. "O Nome Dela"
2. "Não Rola"
3. "Uma Mulher Como Você"
4. "Tudo Que é Demais Enjoa"
5. "Sem Você"
6. "Happy End" (part. Frejat)
7. "Dança Comigo"
8. "Toma Lá Dá Cá"
9. "Deixo o Coração Mandar"
10. "Acostumou"
11. "O Cara Que Viveu Contigo"
12. "Essa Tal Liberdade"
13. "Linha Cruzada"
14. "Só Queria Voltar Pra Ela"
15. "Casa de Caboclo"